# جان کاوانا (بازیکن فوتبال)
جان کاوانا (انگلیسی: John Cavanagh؛ زادهٔ ۴ اوت ۱۹۶۱) بازیکن فوتبال اهل بریتانیا است.